# Barvarska ulica (Maribor)

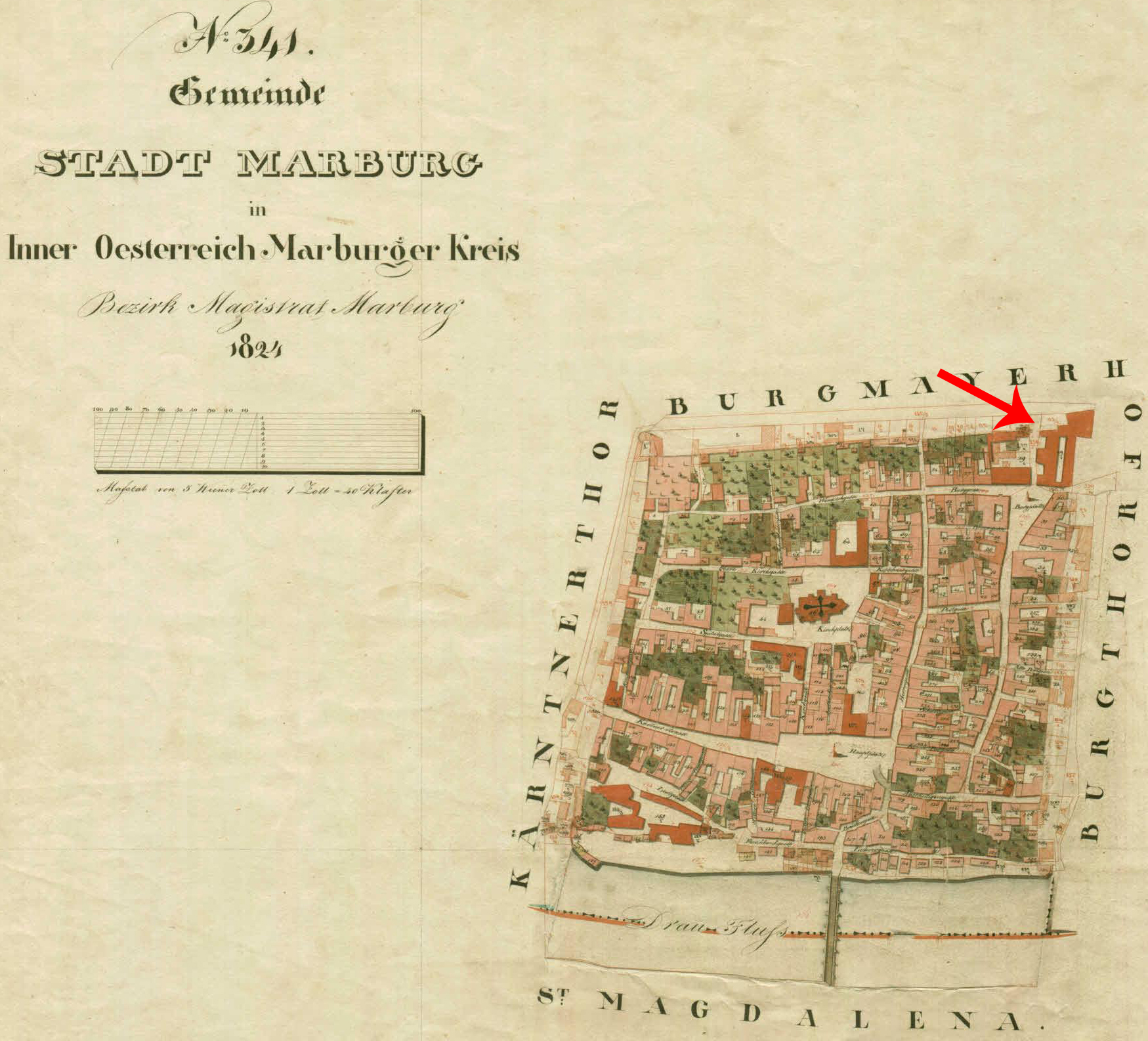
Färbergasse (heutige Barvarska ulica) auf dem Stadtplan Maribor 1824. Gekennzeichnet: die Stadtburg

Barvarska ulica (Färbergasse) ist der Name einer Straße in der Altstadt von Maribor, Slowenien.

## Geschichte
Die Straße wurde erstmals 1477 als Khukhiczgasslein erwähnt und behielt diesen Namen bis zum Ende des 18. Jahrhunderts. 1822 wurde sie erstmals als Färbergassl und 1825 als Färbergasse erwähnt. 
Im Jahr 1919 und erneut im Mai 1945 wurde der Name in die slowenische Form Barvarska ulica geändert. Nach der deutschen Besetzung 1941 wurde sie in Färbergasse umbenannt. Im Mai 1945 wurde ihr der slowenische Name Barvarska ulica zurückgegeben. 
Ihren Namen erhielt sie von der Färberei, die sich viele Jahre lang im Haus Nr. 5 befand. Der erste bekannte Färber in diesem Haus war bereits 1774 Jakob Hogenwart. Seine Nachfolger übten diesen Beruf dort bis 1882 aus.

## Lage
Die Barvarska ulica verbindet die Ulica 10. oktobra mit der Slovenska ulica.